# ۱۴۳ (میلادی)
۱۴۳ (میلادی) صد و چهل و سومین سال تقویم میلادی است.
‎